# Света Неделя (Витановци)
Вижте пояснителната страница за други значения на Света Неделя.
„Света Неделя“, наричан и Манaстирчето, е православен параклис на мястото на бивш манастир „Света Неделя“ край Перник.

## Местоположение
Намира се в местността Витановски уши в землището на село Витановци, над квартал Мацова махала на Перник. Отстои на 1,4 километра югоизточно от селото и само на 350 метра северозападно от кв. Мацова махала. До него води черен път от 300 m вдясно от шосето Витановци - Перник.

## История
Според поставеният надпис на вратата на параклиса, сградата е изградена на 7 юли 1937 година. В основата на инициативата по изграждането му е чудесна история – баба Драга, омъжена в село Витановци, но останала вдовица и повторно омъжена в село Богданов дол. Според разказ на Иванка Йорданова Михайлова от село Богданов дол „на една жена тука от Богданов дол, ю се приснива да открие тука вода и я мъчи, мъчи я жената, за да открие тази вода“
Борис Павлов от село Витановци цитира думите на баба Драга: Каже, на сън ми дойде човек и казва тека: „Ти че откриеш манастиро!“ И след това: „Каже, такъв белобрад, стар, белобрад човек. Не го ли откриеш, нали че я мъчи.“ И каже, наистина каже: „Мъчеше ме.“ Аз бех почнала да не можем да говорим. Па земах, та се съгласих, отидох да видим къде е местото. Он пред мене оди, я по него.
Според разказите на Добринка Исакиева от село Витановци баба Драга имала три дъщери, като най-малката не можела да ходи. След като я умили със светената вода, чийто извор бил посочен в съня на Драга, детето проходило. Според друг разказ на същата жена дъщерята на баба Драга била и сляпа и след като жената умивала лицето на детето в продължение на три дни, то прогледнало.
След построяването на параклиса и откриването на аязмото мястото става много популярно в региона и много поклонници от Благоевградско, Кюстендилско и Дупнишко редовно го посещават в годините на комунизма.
Баба Драга и наследниците ѝ се грижат дълги години за параклиса почти до края на комунистическия режим през 1989 година. След това параклисът е ограбен и занемарен, а традицията да се прави курбан на храмовия празник е прекъсната. През 2002 година параклисът е ремонтиран, а курбанът е възстановен.
До 2010 година параклисът е единственото място на село Витановци, който е обект на религиозен култ. Там на 7 юли на храмовия празник се организира курбан от местните жители. През 2010 година в самия център на селото е построена новата църква „Вси светии“.

## Галерия
- Кладенецът в средата на църквата
- Иконостасът
- Царските двери